# Mutter
Mutter是GNOME 3的窗口管理器，用來取代原本的Metacity。GNOME Shell实际上是Mutter的一个插件。Mutter使用了圖形程式庫Clutter，亦支援OpenGL。Mutter也支援多种的視窗特效。

## 背景
Mutter是Metacity Clutter的縮寫。Mutter最初由英特爾的Moblin project平台開發。 英特爾結合程式庫Clutter使其有OpenGL的功能，以加快速度。
Clutter和插件主要以JavaScript與C語言寫成。